# 白露街道 (鹰潭市)
白露街道，是中华人民共和国江西省鹰潭市月湖区下辖的一个乡镇级行政单位。

## 行政区划
白露街道下辖以下地区：
白露社区、湖塘社区、周家社区、严家社区、杨塘社区、章家社区、倪家社区、陶瓷厂社区、双凤村和小英村。